# Anísio Maia
Anísio Soares Maia (Alagoa Nova, 11 de julho de 1954) é um veterinário, e político brasileiro, atualmente deputado estadual da Paraíba.
Nascido na cidade de Alagoa Nova, situada no Brejo paraibano. Cursou o ensino médio no Colégio Estadual do Roger e no Lyceu Paraibano, em João Pessoa. Graduou-se posteriormente no curso de Medicina Veterinária pela Universidade Federal Rural de Pernambuco (UFRPE), em 1979.

## Carreira Política
Iniciou sua militância política no auge da Ditadura Militar, em 1968. Participou do movimento estudantil secundarista até 1972, quando foi obrigado a se ausentar da Paraíba devido à perseguição do regime militar. Em seguida ingressa no Partido Comunista Revolucionário, PCR. 
Em 1975, ingressa no curso de medicina veterinária na Universidade Federal Rural de Pernambuco. Perseguido, foi várias vezes preso e processado.
Em 1976, já liderava a primeira greve estudantil em Pernambuco. Já em 1978, desafiando mais uma vez a Ditadura, coordenou a Comissão que recriou a União Nacional dos Estudantes.
Em 1980, participou da Comissão Nacional que fundou o Partido dos Trabalhadores (PT) na cidade de São Paulo juntamente com Lula, Olívio Dutra, Suplicy e outras lideranças sindicais e políticas.
Em 1992, foi eleito presidente do Partido dos Trabalhadores e reeleito em 1994, até 1997, tendo sido indicado também membro do Diretório Nacional do PT. Nesse mesmo período, coordenou as campanhas presidenciais de Lula em 1994, 98 e 2002.
Em 2010, se licencia da Superintendência da Pesca para concorrer a uma vaga na Assembleia Legislativa, sendo eleito com mais de 21 mil votos. 
Em 2014, mais uma vez foi eleito deputado estadual, com mais de 25 mil votos em 196 cidades da Paraíba.
Em 2020, foi efetivado como deputado estadual após a morte de Genival Matias, ocupando sua vaga.